# Cidadãos - Partido da Cidadania
O Cidadãos - Partido da Cidadania (em espanhol: Ciudadanos - Partido de la Ciudadanía; em catalão: Ciutadans - Partit de la Ciutadania; em basco: Hiritarrak - Hiritargoaren Alderdia; em galego: Cidadáns - Partido da Cidadanía) é um partido político da Espanha.
O partido foi fundado em 2006 por Albert Rivera, ex-membro do Partido Popular, como um movimento para defender a língua espanhola na Catalunha e, de rejeição à independência da Catalunha.
Ideologicamente, é um partido de linha liberal, social liberal, defensor do liberalismo económico, opondo-se à independência da Catalunha e apoiando o federalismo europeu. Uma das questões mais tensas no partido é a sua forte rejeita de qualquer nacionalismo regional (Catalunha ou País Basco), com várias opiniões a afirmar que o Cidadãos é um partido nacionalista e centralista espanhol.
No espectro político, apesar das diversas correntes ideológicas, coloca-se entre centro e o centro-direita.
Nos últimos anos, o partido alargou-se a nível nacional sendo, a par do Podemos, um dos novos partidos que pôs em causa a tradicional polarização entre PP e PSOE, facto confirmado pelos, cerca de, 14% dos votos nas eleições gerais de 2015.
Em Junho de 2016, o partido foi aceite no Partido da Aliança dos Democratas e Liberais pela Europa.

## Resultados eleitorais

### Eleições legislativas
| Data    | CI.           | Líder         | Votos         | %             | +/-           | Deputados     | +/-           | Status            |
| ------- | ------------- | ------------- | ------------- | ------------- | ------------- | ------------- | ------------- | ----------------- |
| 2008    | 13.º          | Albert Rivera | 46 313        | 0,2 / 100,0   |               | 0 / 350       |               | Extra-parlamentar |
| 2011    | Não concorreu | Não concorreu | Não concorreu | Não concorreu | Não concorreu | Não concorreu | Não concorreu | Não concorreu     |
| 2015    | 4.º           | Albert Rivera | 3 514 528     | 13,9 / 100,0  | 13,7          | 40 / 350      | 40            | Oposição          |
| 2016    | 4.º           | Albert Rivera | 3 123 769     | 13,1 / 100,0  | 0,8           | 32 / 350      | 8             | Oposição          |
| 04/2019 | 3.º           | Albert Rivera | 4 136 600     | 15,9 / 100,0  | 2,8           | 57 / 350      | 25            | Oposição          |
| 11/2019 | 5.º           | Albert Rivera | 1 637 540     | 6,8 / 100,0   | 9,1           | 10 / 350      | 47            | Oposição          |
| 2023    | Não concorreu | Não concorreu | Não concorreu | Não concorreu | Não concorreu | Não concorreu | Não concorreu | Não concorreu     |

### Eleições europeias
| Data | CI.  | Votos     | %            | +/- | Deputados | +/- |
| ---- | ---- | --------- | ------------ | --- | --------- | --- |
| 2009 | 11.º | 22 903    | 0,1 / 100,0  |     | 0 / 54    |     |
| 2014 | 8.º  | 497 146   | 3,2 / 100,0  | 3,1 | 2 / 54    | 2   |
| 2019 | 3.º  | 2 726 642 | 12,2 / 100,0 | 9,0 | 7 / 54    | 5   |

### Eleições locais
| Data | CI.  | Votos     | %           | +/- | Mandatos       | +/-  |
| ---- | ---- | --------- | ----------- | --- | -------------- | ---- |
| 2007 | 17.º | 67 298    | 0,3 / 100,0 |     | 13 / 66 131    |      |
| 2011 | 23.º | 35 060    | 0,2 / 100,0 | 0,1 | 7 / 68 230     | 6    |
| 2015 | 3.º  | 1 467 663 | 6,6 / 100,0 | 6,4 | 1 527 / 67 611 | 1520 |

### Eleições regionais

#### Catalunha
| Data | CI. | Votos     | %            | +/-  | Deputados | +/-     | Status   |
| ---- | --- | --------- | ------------ | ---- | --------- | ------- | -------- |
| 2006 | 6.º | 89 840    | 3,0 / 100,0  |      | 3 / 135   |         | Oposição |
| 2010 | 6.º | 106 154   | 3,4 / 100,0  | 0,4  | 3 / 135   | Estável | Oposição |
| 2012 | 6.º | 275 007   | 7,6 / 100,0  | 4,0  | 9 / 135   | 6       | Oposição |
| 2015 | 2.º | 734 910   | 17,9 / 100,0 | 10,3 | 25 / 135  | 16      | Oposição |
| 2017 | 1.º | 1 102 099 | 25,4 / 100,0 | 7,5  | 36 / 135  | 11      | Oposição |
| 2021 | 7.º | 157 903   | 5,6 / 100,0  | 19,8 | 6 / 135   | 30      | Oposição |